# Чемпионат мира по подводному ориентированию 2005
12-й чемпионат мира по подводному ориентированию проводился в австрийском городе Грац.

## Участники
В соревнованиях приняли участие 125 спортсменов из 12 стран.

## Медалисты

### Мужчины

#### MONK (ориентирование по карте, командная дисциплина)
1. Валерий Волгин, Алексей Корниенко (Казахстан) — 4768.
2. Александр Золотов, Алексей Ераксимов (Украина) — 4752.
3. Роберт Дьеришатти, Петер Балаж (Венгрия) — 4644.

#### Звезда
1. Александр Золотов (Украина) — 2665 очков
2. Роберт Дьеришатти (Венгрия) — 2590 очков
3. Радован Сильны (Чехия) — 2580 очков

### Женщины

#### MONK (ориентирование по карте, командная дисциплина)
1. Хайке Пройсс, Ивонна Фогель (Германия) — 4360.
2. Зузана Дворакова, Ленка Йерабкова (Чехия) — 4308.
3. Светлана Тишанинова, Светлана Вяткина (Россия) — 4260.

#### Звезда
1. Нина Михайлова (Россия) — 2403.
2. Елена Ильина (Россия) — 2363.
3. Бернадетта Богнар (Венгрия) — 2343